# 大廈公契
大廈公契（英語：Deed of Mutual Covenant）是香港一份有關建築物業主的權利及責任的文件，具有法律效力，對所有在土地註冊處註冊的業主均有約束力。它清楚列明業主、住客、租客及物業管理公司，就樓宇內的私人地方、公用部份及設施等的監管、行政、維修保養及管理方面的權利、權益及責任。

## 條款
大廈公契一般包括以下資料：
- 樓宇所處土地的地段編號；
- 個別單位的不可分割份數及管理份數數目，以及物業總份數數目；
- 樓宇內只限由業主使用的部份（例如天台及平台）的業權及其他行使權利（例如安裝煙囪及招牌）；
- 公用部份的範圍；
- 個別業主的權利及責任；
- 物業管理代理的委任程序及其權力和責任；
- 個別業主就其名下物業應分擔的管理費用的比例；
- 組成業主委員會的程序及規則。
- 住宅單位不可用作商業活動﹔
- 界定大廈的公用地方﹔
- 單位業主須遵守的規則（例如不可飼養貓狗）﹔
- 如何聘用大廈管理人（或管理公司）﹔
- 如何成立業主立案法團﹔
- 如何為大廈保養或維修的問題作出決議﹔
- 由誰決定及如何決定管理費的金額。[2]
- 樓宇總平面圖，以顏色劃分公有設施（自2003年起簽立的公契必須夾附，並由負責建築師或測量師簽署核證，但精准度不一）
- 轉售限制（適用於資助房屋項目）